# 59e régiment d'artillerie
Le 59e régiment d'artillerie est une unité de l’armée française créée en 1910 et dissoute en 1994.
Il combat pendant la Première Guerre mondiale comme artillerie de campagne puis artillerie de campagne portée. Il combat ensuite au début de la Seconde Guerre mondiale comme artillerie mobile de forteresse. Réactivé pendant la durée de la guerre d'Algérie, il est recréé une dernière fois de 1973 à 1994 comme régiment d'artillerie sol-air.

## Création et différentes dénominations
- Le 59e régiment d'artillerie de campagne est créé le 1er janvier 1910 à Vincennes et Rueil.
- En 1918 il est transformé en 59e régiment d'artillerie de campagne porté.
- Il devient 306e régiment d'artillerie portée le 10 avril 1923.
- Le 59e régiment d'artillerie de région fortifiée est formé le 1er septembre 1935 à Sarrebourg.
- Il devient 59e régiment d'artillerie mobile de forteresse en septembre 1939 et prend part aux opérations de la campagne de 1939-1940.
- Le I/59e RA (1er groupe du 59e régiment d'artillerie) est recréé le 1er septembre 1956 à partir du 242e bataillon d’infanterie et formé de réservistes rappelés en provenance de l’artillerie.
- Il est dissous le 31 août 1962.
- Le 59e régiment d’artillerie sol-air de réserve est recréé en avril 1973.
- En 1994, le régiment est déplacé auprès du 58e régiment d’artillerie et dissous peu après.

## Chefs de corps

### De 1910 à 1923
- 1911 : Colonel Bernard[1]
- 1914 : Colonel Anus[2]

### Guerre d'Algérie: 1956-1962
Premier Groupe :

### De 1973 à 1994
- 1973 : Eugène Benatre
- 1977 : Lucien Mangold
- 1981 : Maurice Mielle
- 1984 : René Caré
- 1988 : Jean Breniaux
- 1992 : Jean-Pierre Blandin

## Historique des garnisons, combats et bataille du59eRA

### 1910 à 1914
Le 59e régiment d'artillerie de campagne est créé le 1er janvier 1910 à Vincennes et Rueil. Cette création fait suite à la loi du 24 juillet 1909 sur la constitution des cadres et effectifs des troupes d'artilleries.
Le régiment est composé de 4 groupes (Ier, IIe, IIIe, IVe) eux-mêmes composés de trois batteries (1re à 12e) de quatre pièces d'artillerie de 75 mm modèle 1897.
| Groupe :    | Ier | IIe | IIIe | IVe |
| ----------- | --- | --- | ---- | --- |
| Batteries : | 1re | 4e  | 7e   | 10e |
| Batteries : | 2e  | 5e  | 8e   | 11e |
| Batteries : | 3e  | 6e  | 9e   | 12e |

Le 1er janvier 1910, le 59e RAC est au fort de Charenton (Ier groupe) et Vincennes.
Le 26 juillet 1914, il est basé à Chaumont, et exécute leurs écoles à feu dans le camp de Mailly.

### Première Guerre mondiale 1914-1918

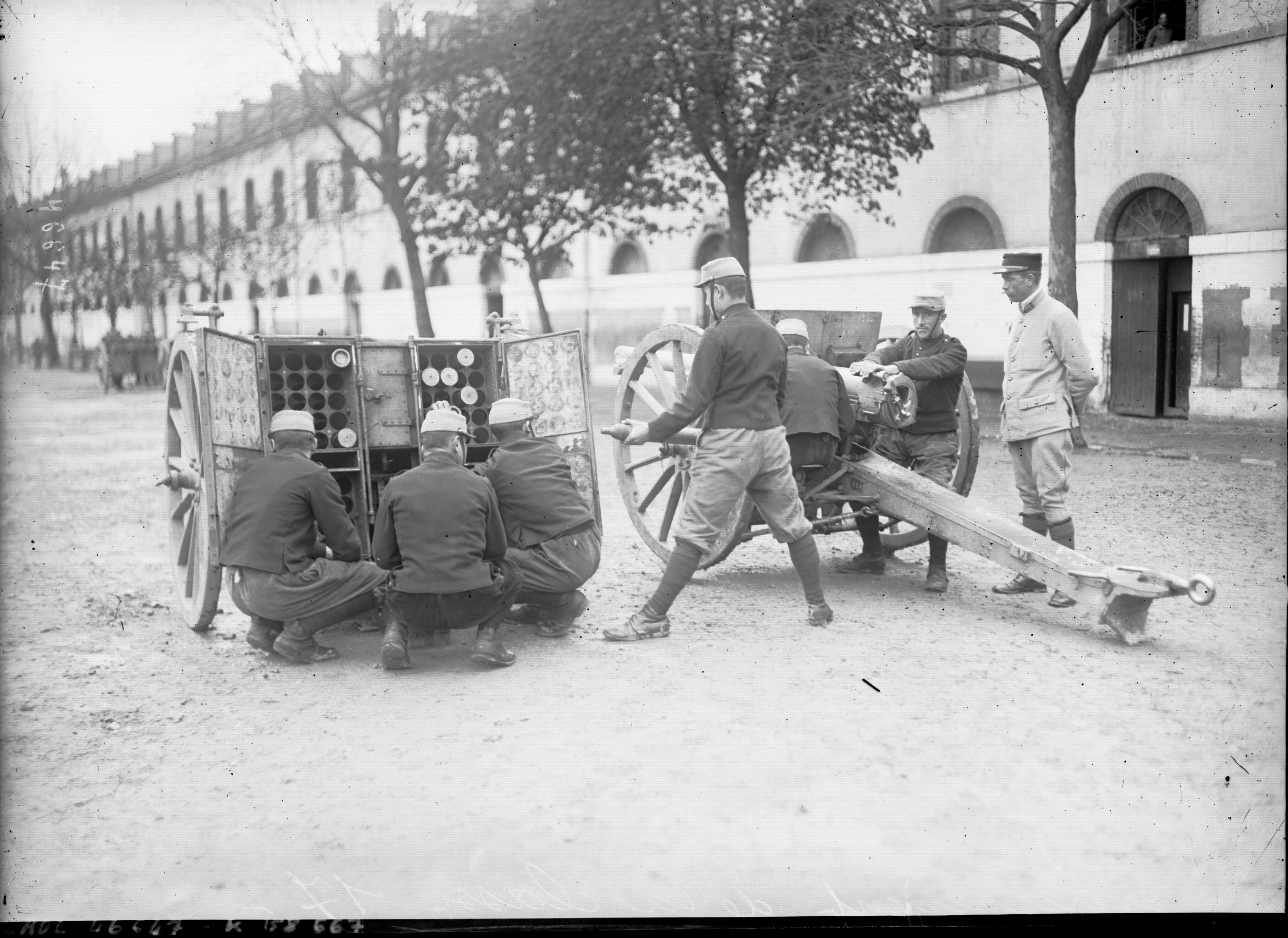
En 1916 au d'artillerie de campagne, entraînement des recrues de la classe 1917.

#### IeràIVegroupes, 1914-1915
En 1914, il fait partie de la 19e brigade d'artillerie rattachée au 21e corps d'armée (21e CA).
Le 31 juillet 1914 les Ier à IVe groupes sont mobilisés. Le Ier groupe embarque pour Troyes, le IIe groupe pour Arcis-sur-Aube, pendant que le IIIe et le IVe groupe restent postés au camp de Mailly.
En août 1914, le régiment prend la direction de l'Alsace en passant dans la région de Rambervillers. Ils franchissent lors de leurs parcours le col de Saales, et reprennent à l'ennemi le mont Donon, ainsi que le village  de Schirmeck. Ces victoires ne se font pas sans de lourdes pertes, ainsi les 4e et 5e batteries sont détruites et la 6e batterie perd son capitaine dans la bataille.
À partir du 20 août, l'Armée française bat en retraite, et le régiment se replie pour prendre part aux combats de Raon-l'Étape, Neuf-Maisons, Mesnil.
Entre le 24 août et le 5 septembre, le régiment se reforme à Grandvillers. Il est décidé alors de transférer la 3e batterie sous le commandement du IIe groupe.
Le 5 septembre, ils embarquent sur le de chemin de fer en direction de la Champagne. Sur place, ils prennent part à des affrontements sur Meix, Tiercelin et Sompuis. Fort de leurs avancées, entre le 15 septembre et le 30 septembre, ils participent à la bataille entre Suippes, Souain et Perthes.
Le 1er octobre, les quatre groupes reprennent le train en direction de Châlons-sur-Marne vers le Nord. Ils se positionnent alors en batterie aux alentours de la colline de Notre-Dame-de-Lorette. Le Ier au Mont-Saint-Éloi, le  IIe au ravin de Marquefles et Bully-Grenay, le IIIe à Aix-Noulette, et le IVe à Villers-au-Bois. 
Pendant le mois de décembre, le 59e RAC soutient plusieurs opérations importantes. Le 1er décembre, il prépare une offensive sur le village et le château de Vernelles, il remplissent les objectifs fixés le 7 décembre, le Ier groupe transfère alors ses forces à Aix-Noulettes.
Les premiers mois de 1915 sont calmes pour le régiment, la ligne de front se fixe. Le 22 avril, le Ier groupe s'établit à la Fosse Calonne, pendant que le IIe s'avance sur Noulette. Peu de temps après, les troupes s'emparent du sommet du Grand Éperon.
En mai 1915, une bataille décisive se déroule entre Arras et Lens, le 59e RAC appuie l'offensive en cours sur le plateau de Notre-Dame-de-Lorette. L'assaut est déclenché vers les 9 heures, et l'artillerie pilonne les positions ennemies. Cette opération se solde par une victoire française avec la prise du plateau. Pour cette occasion, et en gratitude de leurs efforts dans la prise de cette position, la division dont fait partie le  59e RAC est citée à l'Ordre de L'Armée.
Le Ier et le IIe groupe voient leurs rangs complétés par les 44e et 45e batteries du 14e régiment d'artillerie de campagne.
Au mois d'août, les groupes Ier et IIe sont détachés des groupes IIIe et IVe.

#### Ier-IIegroupes, 1915-1918
Les deux groupes embarquent le 15 août et arrive le 17 à Toul. Là-bas, ils sont mis à la disposition du 31e Corps d'armée, et sont mis en position entre Pont-à-Mousson et Saint-Mihiel. Durant le mois de septembre, les batteries subissent de forts bombardements. 
Au début d'octobre, les batteries se déplacent sur la région de Commercy-Saint-Mihiel entre Rambucourt et Beaumont. 
En décembre, des attaques sont entrepris du cotés de Tombois et du Bois de la Maillette.
Le feu des canons redouble à partir de janvier 1916, ce qui amène à une riposte de l'ennemi directement sur l'artillerie. Les batteries sont arrosées par les obus, mais continuent de faire feu. Le 27 janvier, ils prennent pour cible Richecourt, et en réponse, les Allemands visent Rambucourt où se situent les canons. Le 29 janvier, c'est Géréchamp qui est pilonné, et l'ennemi réplique sur Bouconville. En mars, les batteries de Saint-Mihiel soutiennent quotidiennement les unités d'infanterie sur le front.
Le 17 mai, les groupes sont relevés, ils sont alors relocalisés en réserve à Méréville et Richardménil. Ils exécutent pendant ce temps des manœuvres avec le 31e Corps d'armée. Ils repartent le 4 juin pour Mussey, et prennent place aux Bois Bourrus et Montzeville. Le 15 juin, de violents combats éclatent dans le secteur, le Ier groupe pilonne le devant des tranchées Boivin et Guilbert, en réponse, il se fait bombarder occasionnant des pertes dans ses rangs. 
Le 16 juin, la 3e batterie soutient l'assaut du 311e régiment d'infanterie sur une tranchée des pentes sud du Mort-Homme. L'artillerie allemande riposte, ce qui oblige la 3e batterie à évacuer les lieux. Le 24 juin, les Allemands reprenne la main sur la tranchée Boivin, la 1re batterie se retrouve réduit à un seul canon. Les groupes accuse le coup, entre le 13 et le 30 juin, 13 hommes sont morts et 45 blessés. Le 11 juillet, un violent bombardement, accompagné d'un jet de liquide enflammait s'abat sur le Mort-Homme, et le 20 les affrontements décroit en intensité.
Le 19 août, les pièces d'artillerie de Verdun appuient une action d'infanterie entre Thiaumont et Fleury. Les six batteries font feu sur la côte du Talou, et encaissent une riposte sévère. Pendant cette période les communes de Fleury et Thiaumont passeront de main en main, en proie à des tirs continue.
Au cours du mois d'octobre, le Ier groupe prenne reconnaissance dans la forêt de Hesse, puis remplace dans le Bois Bourrus le  IIe groupe parti en repos. Enfin, le 14 novembre, les six batteries sont à Montzéville et aux Bois Bourrus. Le 15 décembre, les canons soutiennent une offensive sur la côte du Poivre, l'ouvrage d'Hardaumont est pris dans le même temps. Le 28, les batteries battent retraite sous le feu des artilleries ennemies.
Le 25 janvier 1917, les Allemands lancent une attaque de grande ampleur sur la cote 304, les Ier et IIe groupe aident à l'enrayement de cette assaut. Ils reçoivent pour leur aide lors de cet évènement les félicitations du colonel responsable de la 71e artillerie divisionnaire. Après la bataille, les groupes quittent le secteur de Verdun qu'ils défendaient depuis 8 mois.

#### IIIe-IVegroupes, 1915-1917
Les deux groupes restants se fixent dans la région artésienne, et restent sur cette position sans aucun trouble jusqu'en octobre où ils devront se défendre contre une incursion ennemie.
Vers décembre, ils s'établissent dans les cantonnements de Blangerval et Blangermont.
En janvier 1916, les batteries sont relevées de leur fonction en Artois après quinze mois d'affrontements pour prendre du repos du côté d'Auchy-lès-Hesdin.
Après une prise de manœuvre au camp de Saint-Riquier, les groupes d'artilleries prennent la route de Verdun. Ils arrivent le 1er mars à Loupy-le-Château et Villers-au-Vent, ils prennent alors immédiatement position au fort Saint-Michel et au fort de Tavannes. L'artillerie tentera de barrer l'offensive ennemie depuis leur position, le 9 et 11 mars, des divisions ennemies entières prennent d'assaut le fort de Vaux plus au Nord, les assauts sont anéantis à 5 reprises par les batteries.
Les groupes  IIIeet IVe sont retirés du combat le 15 mai, et sont mis au repos à Nant-le-Grand, puis à Bussy-le-Repos.
Les groupes d'artillerie font mouvement vers la Champagne, ils se mettent alors en position de batterie au bois de Bouleaux et au Trou Bricot. 
Le 25 juillet, les troupes sont de nouveaux relevées de leurs fonctions en Champagne pour se rendre à Aulnay-l'Aitre, et le 25, elles atteignent la Somme dans les environs de Méharicourt. Les avances dans la région permettent aux pièces courant novembre d'avancer dans la région de Soyécourt, sur place les unités se préparent pour la future attaque d'Ablincourt. L'opération est un succès et Ablincourt ainsi que Pressoir sont gagnées sur l'ennemi.
Entre février et mars 1917, les batteries sont envoyées au repos en Alsace, où elles constituent la 170e artillerie divisionnaire.
Ces deux groupes rejoignent l'artillerie de corps du 31e CA. Détachés en décembre 1916 à l'artillerie de la 170e DI, ils forment en avril 1917 le 259e RAC.

#### Régiment d'artillerie de campagne porté 1918
Retirés en mars 1918, les 1er et 2e groupes forment le 59e régiment d'artillerie de campagne porté à trois groupes en avril.

#### Autres unités du régiment
Le régiment compte également une batterie de canons de 75 isolée (31e batterie), affectée à l'artillerie de la 70e division de réserve. Cette batterie rejoint le 208e RAC en avril 1917. Il compte également un groupe indépendant de canons de 75, affecté à l'artillerie de 72e division de réserve et qui rejoint le 261e RAC en avril 1917.
La 129e batterie de mortiers de 58 de la 43e DI est également rattachée administrativement au régiment de juillet 1916 à janvier 1918.

### 1919 à 1923
Lors de la réorganisation décidée en 1923 et effective le 1er janvier 1924, le 59e RACP forme le 306e RAP.

### 1935 à 1939
Le régiment est recréé en 1935 pour servir sur la Ligne Maginot. Stationné à Sarrebourg, il est constitué de cinq groupes, répartis sur les secteurs fortifiés de Rohrbach, des Vosges et de Haguenau.

### Campagne 1939-1940
À la mobilisation de 1939, il forme les 59e, 60e et 69e régiments d'artillerie mobile de forteresse, affectés respectivement aux secteurs de Rohrbach, des Vosges et de Haguenau. 
Le 59e RAMF du temps de guerre est un régiment à deux groupes de canons de 75 tractés et un groupe de 155C tractés, plus une batterie hors-rang. Ses moyens automobiles restent réduits.
Au début de la Drôle de guerre, il combat avec la 11e DI. À la date du 10 mai 1940, il est détaché auprès de la 24e DI. Le 59e RAMF se replie mi-juin 1940 vers le sud avec la division de marche Castanet, formée des unités du secteur fortifié de Rohrbach. Il est sur le canal de la Marne au Rhin les 17 et 18 juin, avant de finir encerclé près du col du Donon le 24.

### Guerre d'Algérie de 1956 à 1962
Envoyé en Algérie le 1er septembre 1956, le I/59e RA est d'abord un groupe à pied, utilisé comme infanterie dans la région de Mondovi, Duzerville, Combes, Morris. Fin 1957, le groupe est affecté à la ligne Morice, ses deux dernières batteries à pied rejoignent en juillet 1958. Renforcées par un détachement de l'unité de détection au sol de la Marine et un détachement du 421e régiment d'artillerie antiaérienne, les cinq batteries équipées de radar et canons, les deux sections anti-mortiers et la batterie hors-rang du I/59e RA regroupent 1 361 hommes.
Après les accords d'Évian, le régiment rejoint Bir el-Ater puis El Ma Labiodh. Rapatrié au camp de Sissonne, il y est dissous le 31 août 1962.

### De 1973 à 1994
Il est stationné à Douai (Nord) lors de sa dissolution en 1994.

## Étendard du régiment

Dessin du revers de l'étendard du d'artillerie.

Il porte, cousues en lettres d'or dans ses plis, les inscriptions suivantes :
- Verdun 1916
- Flandre 1918
- Belgique 1918

Il est décoré de la croix de guerre 1914-1918 avec deux palmes, le 59e RAC ayant obtenu deux citations à l'ordre de l'armée.
Les artilleurs du régiment porte la fourragère aux couleurs de la croix de guerre 1914-1918.

## Personnalités célèbres ayant servi au59eRA
- Henry Malherbe (1887-1958), Prix Goncourt 1917, sert au 59e RAC en 1914.
- André Zeller (1898-1979), général putschiste en Algérie, est formé au 59e RAC en 1916.

- Roland Irolla (né en 1935), artiste peintre, illustrateur et sculpteur, a servi en tant que sous-officier au I/59e RA (Algérie, 1957-1958)[17].

## Sources et bibliographie
- Historique des 59e et 259e régiments d'artillerie de campagne, Paris, Chapelot, 1919, 47 p., lire en ligne sur Gallica.

- Jean-Yves Mary, Alain Hohnadel, Jacques Sicard et François Vauviller (ill. Pierre-Albert Leroux), Hommes et ouvrages de la ligne Maginot, t. 1, Paris, éditions Histoire & collections, coll. « L'Encyclopédie de l'Armée française » (no 2), 2000 (réimpr. 2001 et 2005), 182 p. (ISBN 2-908182-88-2).
  - Hommes et ouvrages de la ligne Maginot, t. 2 : Les formes techniques de la fortification Nord-Est, Paris, Histoire et collections, 2001, 222 p. (ISBN 2-908182-97-1).
  - Hommes et ouvrages de la ligne Maginot, t. 3 : Le destin tragique de la ligne Maginot, Paris, Histoire et collections, 2003, 246 p. (ISBN 2-913903-88-6).